# リー・マーヴィンの息子たち

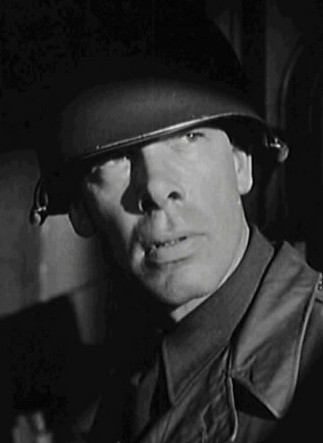
リー・マーヴィン (1924–1987)

リー・マーヴィンの息子たち (The Sons of Lee Marvin)は、アメリカの俳優リー・マーヴィンに捧げられた冗談めいた秘密結社である。この結社に入るための唯一の資格は、リー・マーヴィンの息子と言って通じるくらいに彼に外見が似ていることである。
創立者である映画監督のジム・ジャームッシュ は「もしリー・マーヴィンに似ている人がいれば、彼はリー・マーヴィンの息子たちによって即座にリー・マーヴィンの息子たちの一員だとみなされるだろう。」と語っている。

## 会員
ジャームッシュ以外の創立会員には、トム・ウェイツ 、ジョン・ルーリー 、リチャード・ボーズなどといった俳優やミュージシャンが含まれていると言われている。ニック・ケイヴ はジャームッシュの兄弟だと勘違いされたことがきっかけで会員に入れられた。映画監督のジョン・ブアマン は名誉会員であり、ウェイツがデザインした結社の凝った名刺が渡されている。会員には他にもサーストン・ムーア やイギー・ポップ 、ジョシュ・ブローリン にニール・ヤング などがいると考えられているが、この結社は内部事情を公表していないため誰も正式に会員だとは公言されていない。結社の会員はときどき集い、リー・マーヴィンの映画を一緒に鑑賞すると考えられている。また南太平洋に支部があると噂されている。

## 神話
結社の会員たちはメディアを通じてジョークを語り続けている。1986年にトム・ウェイツは結社のことを「エルクス・クラブとアカデミー授賞式のどこか間にあるもの」だと述べ、ニューヨーク支部の毎年恒例の集いでジャームッシュに合ったと語っている。1989年のインタビューでジャームッシュは「結社は存在すると認めること以外は、俺は結社について語ることはできない。会員のなかにはトム・ウェイツ、ジョン・ルーリー、リチャード・ボーズの3人がいる。リー・マーヴィンに顔が似ていることが入会の条件であり、よって女性の会員はいない。広報や秘密の集いなどもあるが、それ以上のことは話せない」と説明している。また1992年のインタビューでジャームッシュは、リー・マーヴィンの本当の息子であるクリストファーがバーでトム・ウェイツに出会い、結社の存在について文句を言ったと語っている。